# Polystachya expansa
Espèce
Synonymes
- Epiphorella expansa (Ridl.) Mytnik & Szlach.[1]

Polystachya expansa est une espèce de plantes à fleurs de la famille des Orchidaceae et du genre Polystachya. C'est une orchidée endémique de l'île de São Tomé.